# Dreadnought

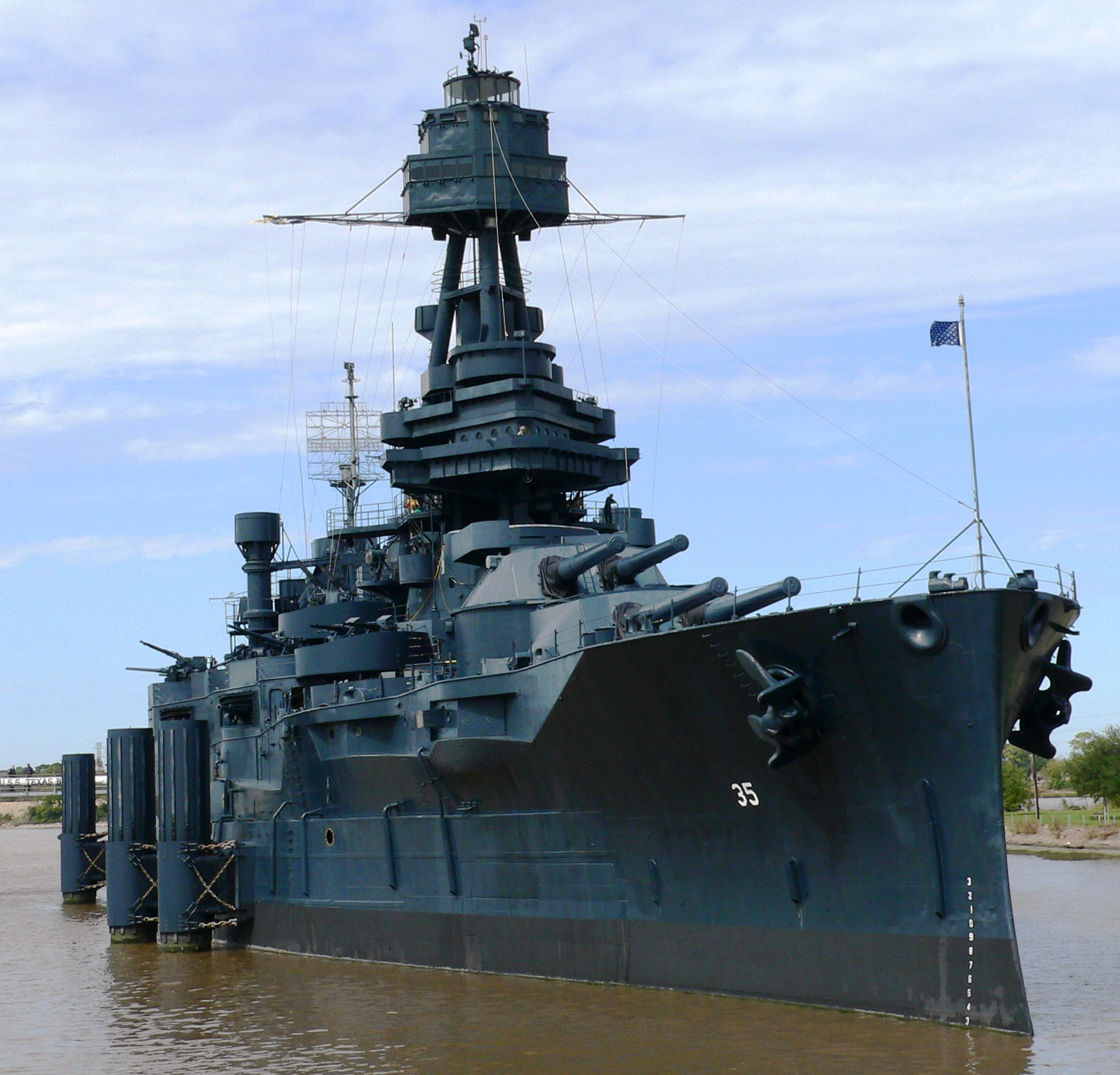
, thiết giáp hạm dreadnought cũ nhất còn lại cho đến hôm nay, được hạ thủy vào năm 1912 và hiện là một tàu bảo tàng

Dreadnought (tiếng Anh có khi còn được viết là dreadnaught) là kiểu thiết giáp hạm thống trị trong thế kỷ 20. Chiếc đầu tiên của loại này, thiết giáp hạm HMS Dreadnought của Hải quân Hoàng gia Anh Quốc, đã có một tầm ảnh hưởng lớn đến mức khi được hạ thủy vào năm 1906, mọi thiết giáp hạm được chế tạo sau nó được gọi là những "dreadnought", còn những chiếc trước đó được đặt tên lại là những thiết giáp hạm tiền-dreadnought. Thiết kế của nó mang hai đặc tính rất cách mạng: sơ đồ vũ khí trang bị 'toàn súng lớn', và vận hành bằng hệ thống động lực turbine hơi nước. Sự ra đời của những dreadnought làm sống lại cuộc chạy đua vũ trang hải quân, chủ yếu là giữa Anh Quốc và Đức nhưng cũng ảnh hưởng trên khắp thế giới, khi lớp tàu chiến mới là một biểu trưng chủ yếu của sức mạnh quốc gia.

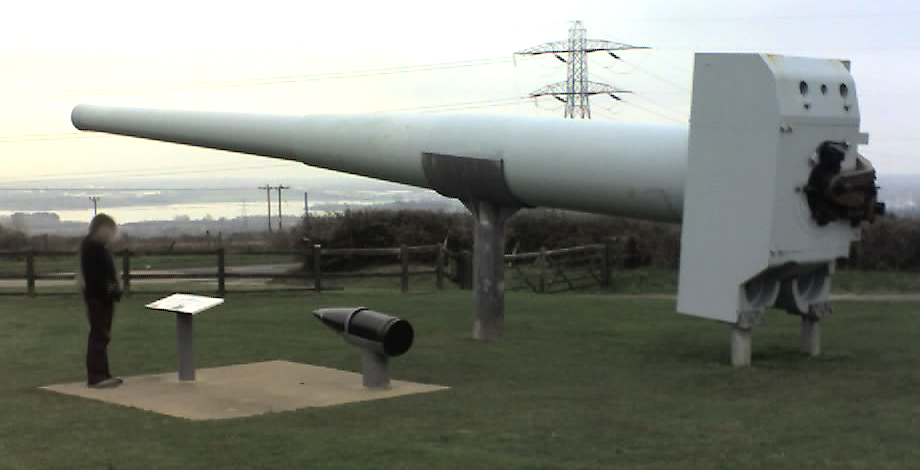
Một khẩu hải pháo 355 mm (14 inch), như được trang bị cho lớp thiết giáp hạm hiệp ước King George V

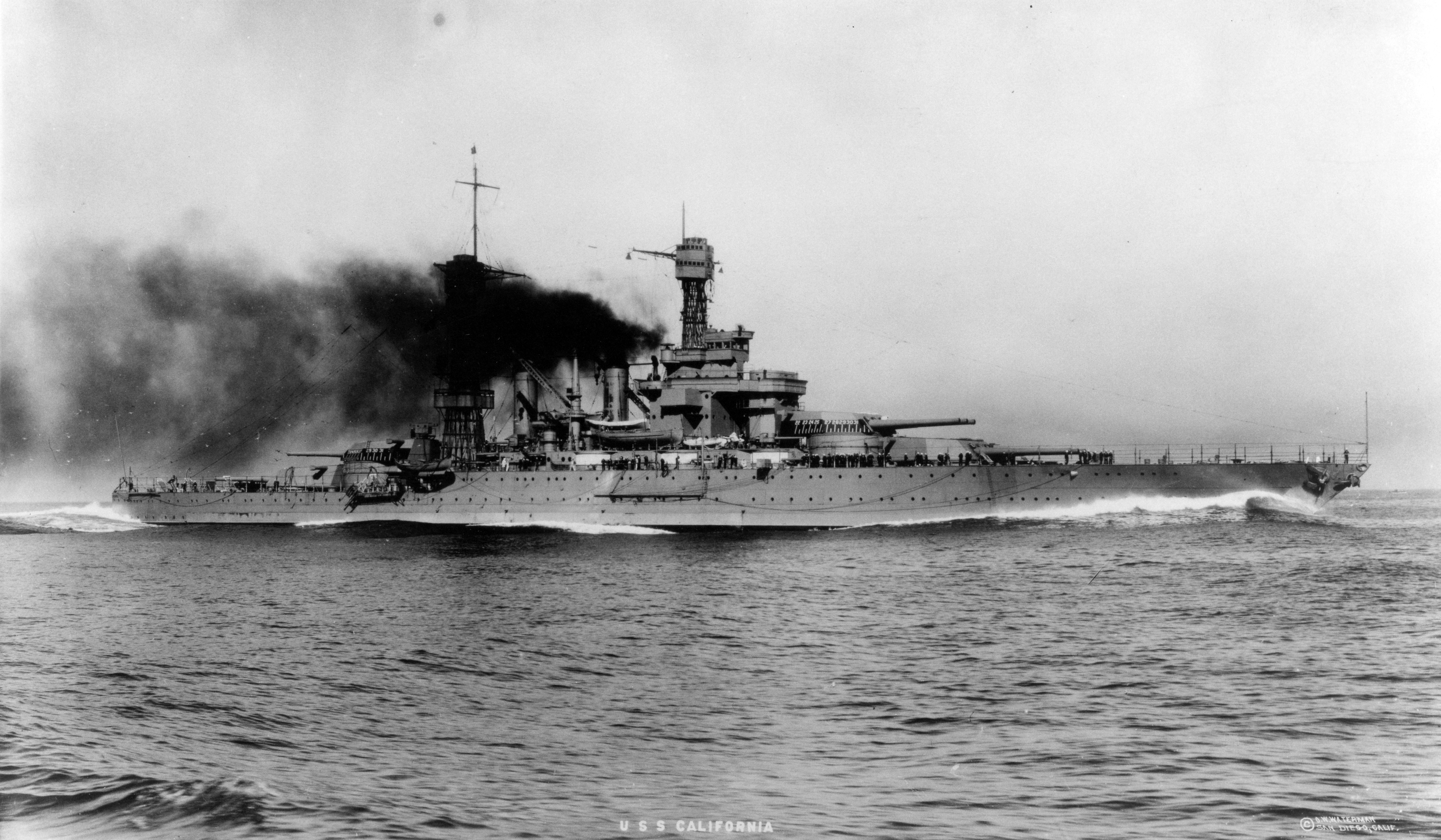
Thiết giáp hạm California, một trong hai chiếc thuộc lớp Tennessee, di chuyển hết tốc độ vào năm 1921

Khái niệm về một tàu chiến toàn súng lớn đã được phát triển nhiều năm trước khi chế tạo chiếc Dreadnought. Hải quân Đế quốc Nhật Bản đã bắt đầu dự án chế tạo một thiết giáp hạm toàn súng lớn vào năm 1904, nhưng hoàn tất nó như một chiếc tiền-dreadnought; Hải quân Hoa Kỳ cũng đã chế tạo những chiến hạm toàn súng lớn. Kỹ thuật tiến triển nhanh chóng trong suốt thời đại dreadnought; các thiết kế tiếp theo gia tăng nhanh chóng về kích cỡ cũng như áp dụng các cải tiến về vũ khí, vỏ giáp và động lực. Trong vòng mười năm, những chiếc thiết giáp hạm mới đã vượt trội hơn bản thân Dreadnought; những tàu chiến mạnh hơn hẳn này được gọi là những siêu dreadnought. Đa số dreadnought bị tháo dỡ sau khi Chiến tranh Thế giới thứ nhất kết thúc theo những điều khoản của Hiệp ước Hải quân Washington, nhưng nhiều chiếc siêu-dreadnought mới hơn đã tiếp tục phục vụ trong Chiến tranh Thế giới thứ hai.
Dù việc chế tạo dreadnought tiêu tốn rất nhiều tài nguyên vào đầu thế kỷ 20, song chỉ có một trận đánh lớn thực sự diễn ra giữa các hạm đội dreadnought. Trong trận Jutland, hải quân Anh và Đức đã đối đầu với nhau mà không mang lại kết quả quyết định. Thuật ngữ 'dreadnought' dần dần ít được sử dụng sau Chiến tranh thế giới thứ nhất, đặc biệt là sau Hiệp ước Hải quân Washington, vì hầu như mọi thiết giáp hạm còn lại đều có chung những đặc tính với dreadnought; chúng còn được dùng để mô tả những chiếc tàu chiến-tuần dương, một kiểu tàu chiến khác cùng phát sinh từ cuộc cách mạng dreadnought.

### Tàu toàn súng lớn với cỡ pháo hỗn hợp

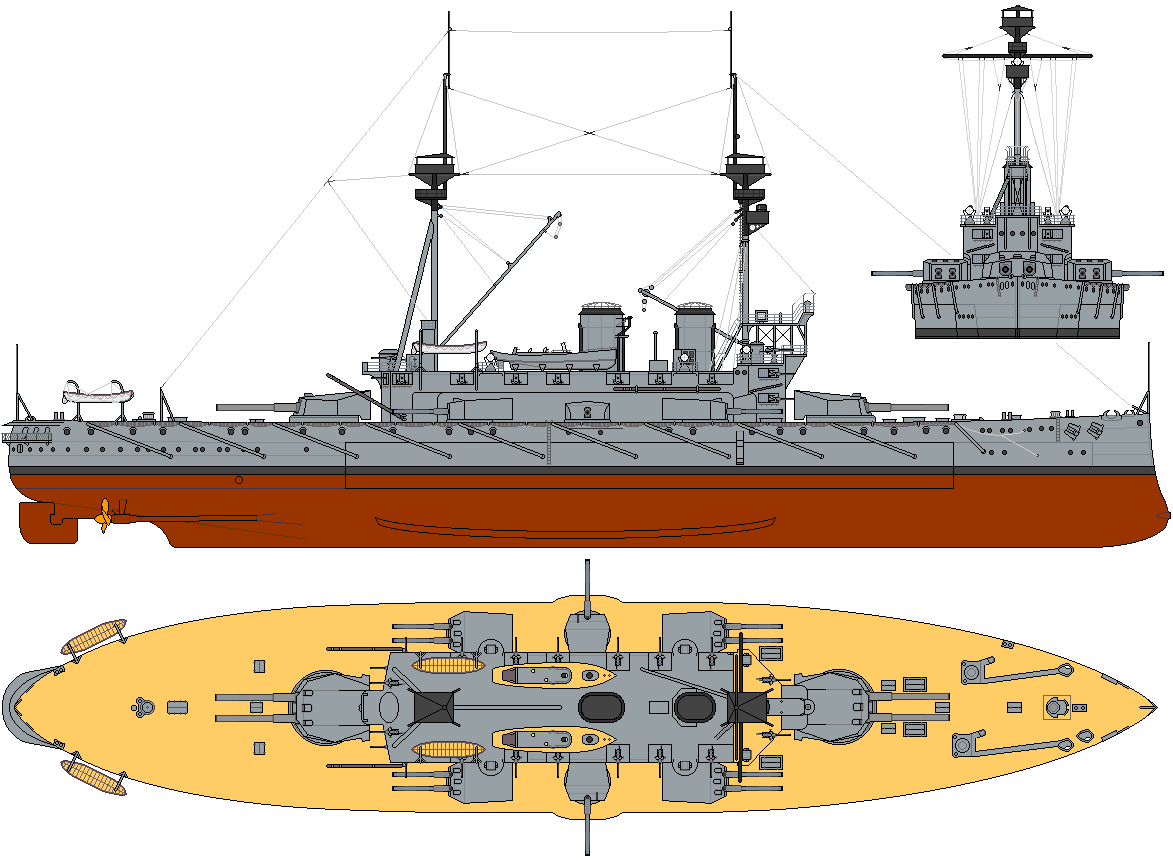
Thiết giáp hạm HMS Agamemnon, một tàu toàn súng lớn với cỡ pháo hỗn hợp thuộc lớp Lord Nelson. Nó mang bốn pháo 305 mm (12 inch) và mười pháo 234 mm (9,2 inch)

### Chế tạo những chiếc dreadnought đầu tiên

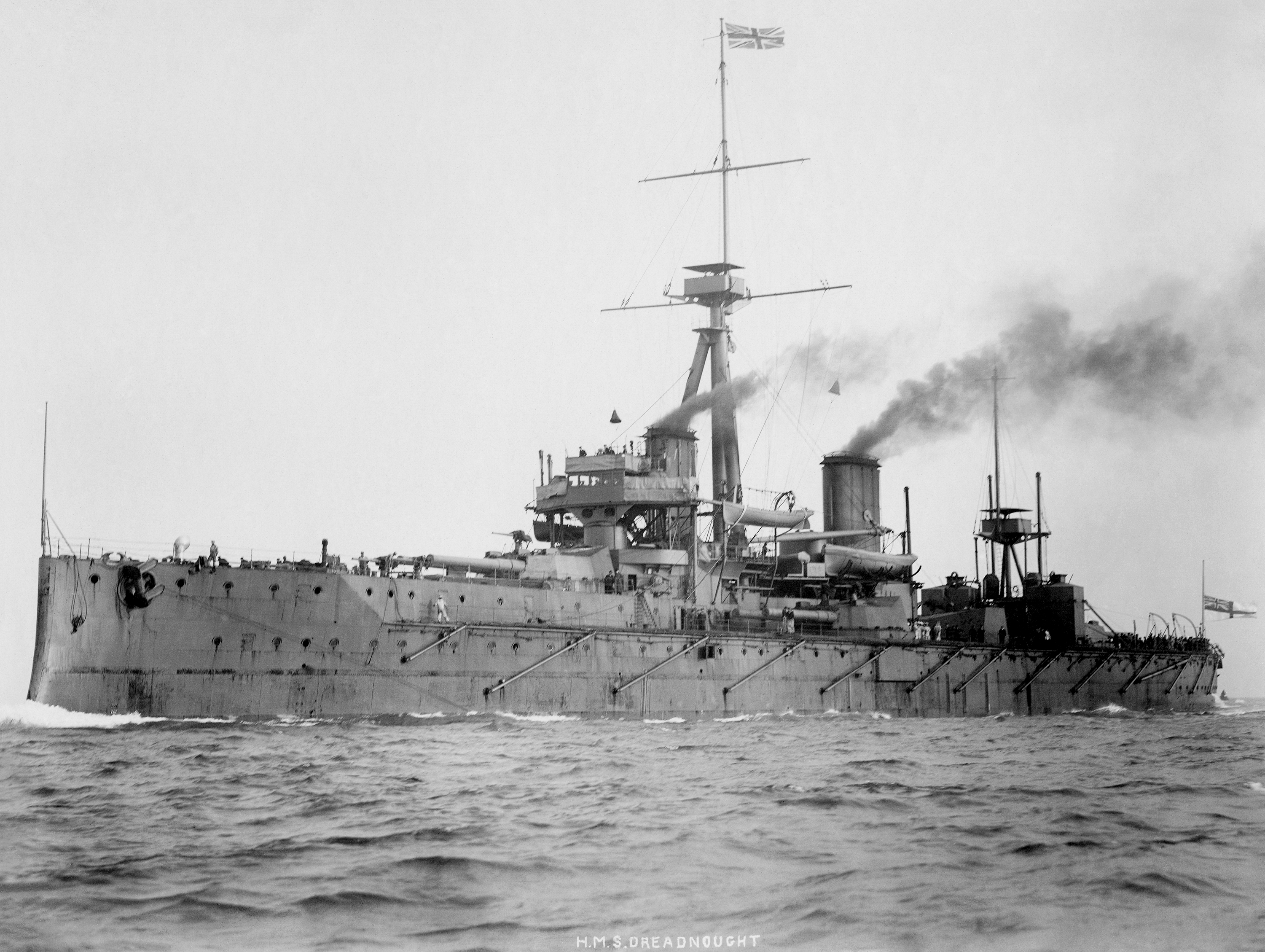
Thiết giáp hạm HMS Dreadnought của Hải quân Hoàng gia Anh Quốc, chiếc dreadnought đầu tiên trên thế giới

### Vũ khí trang bị

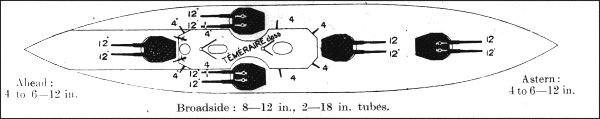
Một kế hoạch cho chiếc Bellerophon cho thấy sự bố trí hỏa lực tiêu biểu của dreadnought Anh Quốc thế hệ đầu tiên. Dàn pháo chính được bố trí trên các tháp pháo nòng đôi, với hai tháp pháo bên cánh; giàn hỏa lực hạng hai tập trung quanh cấu trúc thượng tầng

#### Sức mạnh và cỡ nòng của dàn pháo chính

Hoạt động của dàn pháo chính trên thiết giáp hạm, dựa trên kiểu pháo 381 mm (15 inch) của Anh trên chiếc siêu–dreadnought

#### Dàn pháo hạng hai

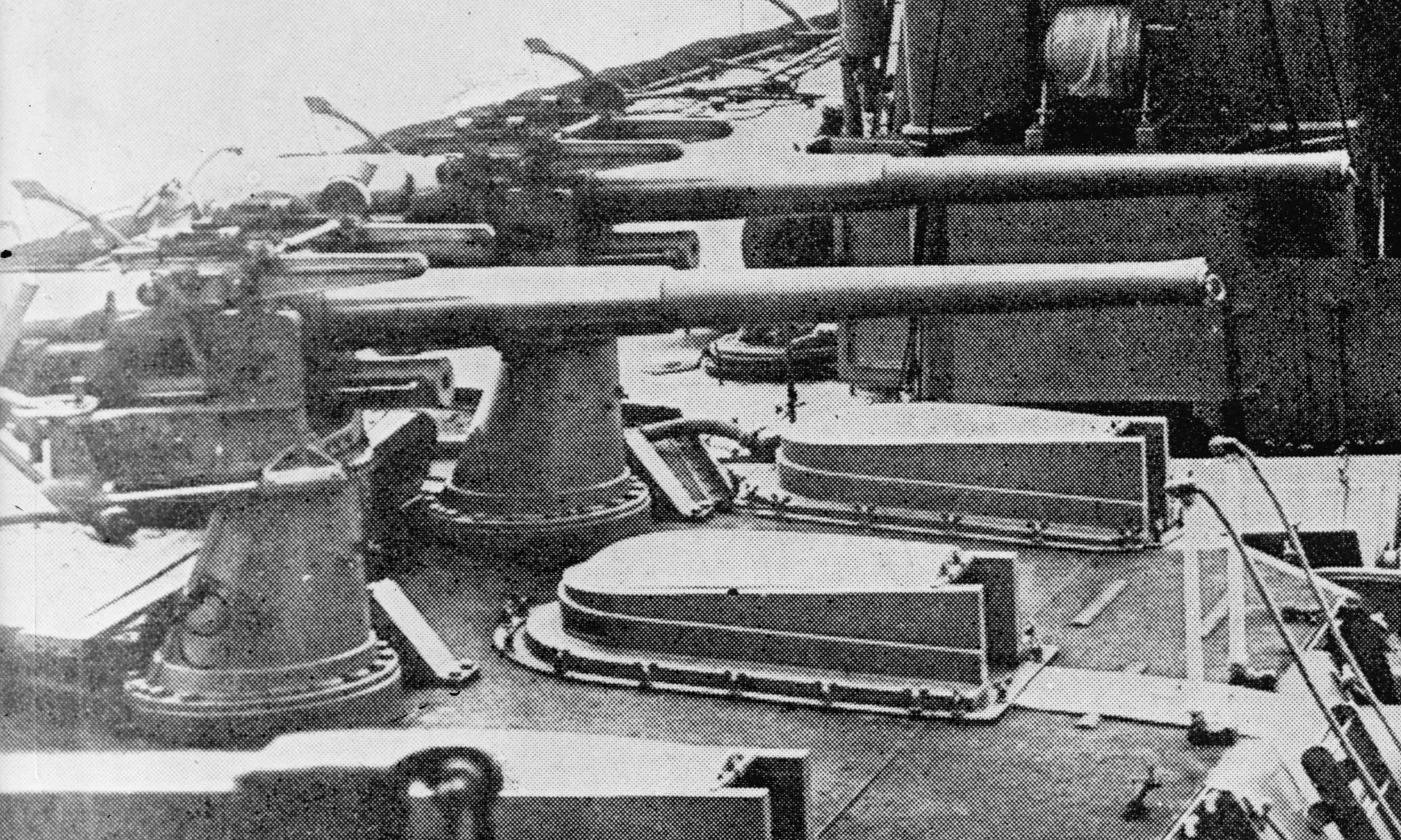
Pháo chống tàu phóng lôi QF 12 pounder bố trí trên nóc một tháp pháo của HMS Dreadnought